# Chloé Moglia
Chloé Moglia est une danseuse française, chorégraphe, acrobate, artiste de cirque et dessinatrice, née en 1978 à Perpignan (Pyrénées-Orientales).
Elle est l’une des rares femmes artistes de cirque à diriger une compagnie, la compagnie Rhizome. Elle développe une pratique, tout à la fois poétique, sportive et philosophique, appelée suspension, qui consiste à évoluer lentement sur des agrès, pour évoquer la « conscience d’être mortel, mais [la] saveur d’être en vie aussi. »

## Biographie
Chloé Moglia naît en 1978 à Perpignan dans une famille de céramistes, grandit dans le village de Laroque-des-Albères, pratique la gymnastique et intègre, à 17 ans, l’École nationale des arts du cirque de Rosny-sous-Bois, puis le Centre national des arts du cirque où elle se spécialise dans les disciplines aériennes. Dans cette école qui valorise la force masculine, elle surjoue la masculinité.
À sa sortie de l'école en 2000, elle fonde avec Mélissa Von Vépy la compagnie Moglice-Von Verx. Elles créent ensemble les spectacles Un certain endroit du ventre (2001), L’Avion-décalage horaire (2002), Temps troubles (2003), I look up, I look down (2005), et En suspens (2007), dans lequel elles explorent déjà une recherche autour de la suspension. Chloé Moglia collabore ensuite avec les compagnies Fattoumi Lamoureux, Jean Gaudin et Kitsou Dubois. Leur travail est récompensé par le prix SACD des arts du cirque en 2007.
Elle rencontre les arts martiaux grâce au chorégraphe Thierry Baë qui lui enseigne une certaine pratique de l'attention, et le professeur Chomet qui lui fait essayer le systema, un art martial russe qui explore la peur, la douleur et le danger. Elle se réconcilie alors avec le trapèze.

En 2009, elle crée la compagnie Rhizome en Bretagne,,,. Dans son travail, tant athlétique que cérébral, elle met en scène la suspension lente, en se tractant par les bras à un agrès, sans filet ni protection, avec ce que ce mouvement engendre de prise de risque et de mise en danger,,. Elle explique : 

« Ma pratique, plutôt que se fonder sur des figures spectaculaires, dont je me cogne au demeurant, malgré un rapport indéniable au risque et au danger, englobe la pensée et la rêverie en portant une attention amoureuse au monde qui élève l’acuité. »

Dans une démarche féministe, et pour provoquer l'étonnement plutôt que de creuser les stéréotypes, elle ne forme à la suspension que des femmes.
Chloé Moglia crée également des solos féminins, Bleu tenace créé pour Fanny Austry en 2021 et Rouge Merveille avec Mélusine Lavinet-Drouet en 2024.

## Réponse à Yoann Bourgeois
En 2021, lorsque Yoann Bourgeois est accusé de l'avoir plagiée, elle réagit dans un long texte introspectif où elle interroge les limites entre les « emprunts » de motifs chorégraphiques, l'appropriation et l'abus de pouvoir,,. Selon son analyse, « ce qui se joue dans cette affaire relève plus de l’éthique que du juridique, donc de jeux de domination, et interroge la transformation du geste d’auteur en marchandise. » Plusieurs observateurs y voient l'émergence d'un « #MeToo du spectacle »,.

## Créations
- 2007 : Nimbus[2]
- 2009 : Rhizikon[18]
- 2012 : Le Vertige, en duo avec l’écrivaine Olivia Rosenthal[2]
- 2013 : Opus Corpus[19]

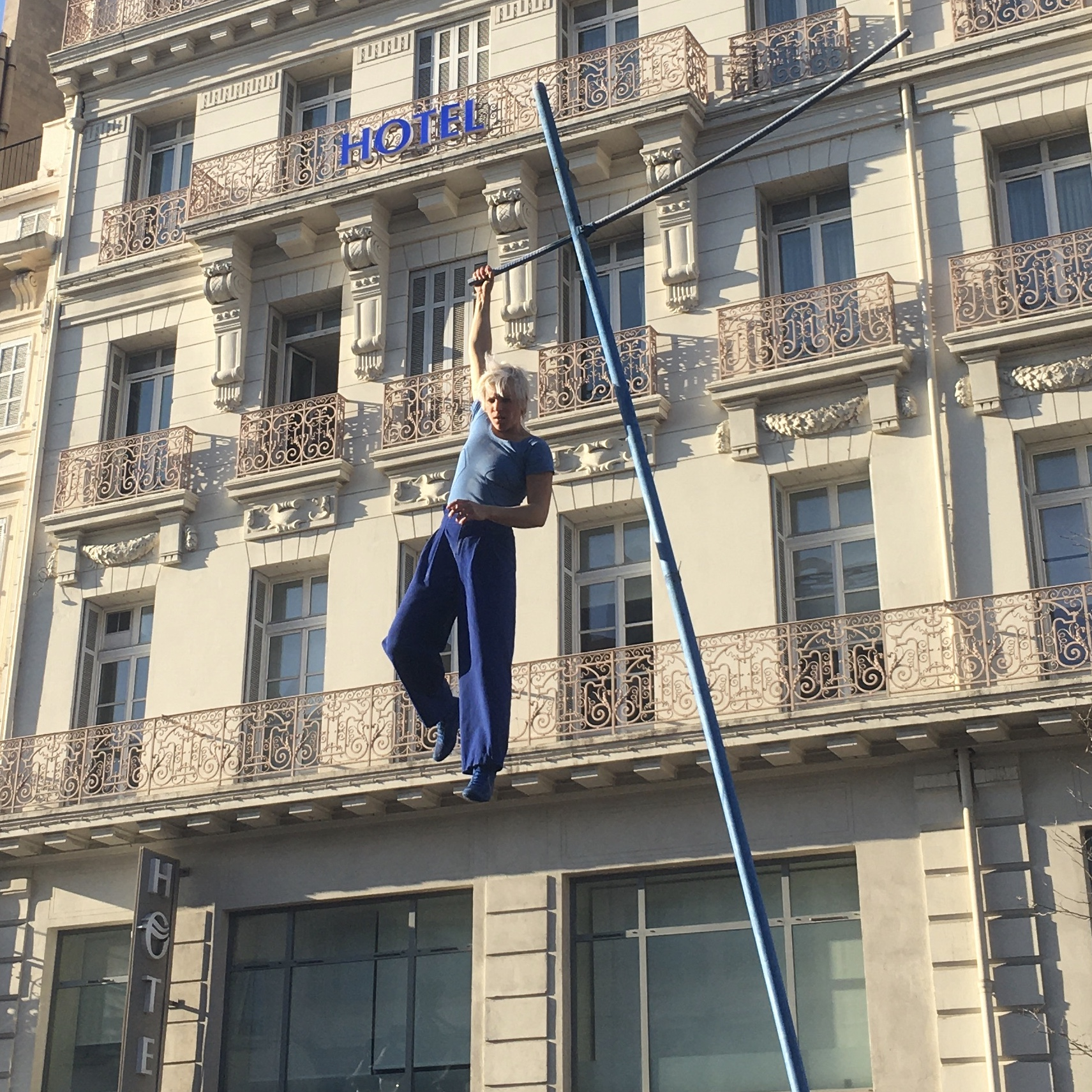
Fanny Austry dans Bleu tenace, à Marseille en 2023.

- 2014 : Horizon (solo)[11],[21],[22] Un court métrage intitulé Horizon, inspiré de ce solo, réalisé par Sébastien Bergé et diffusé sur Arte[23], la montre suspendue à un agrès spécial baptisé la Courbe (une longue perche blanche recourbée), au milieu des vestiges du manoir de Saint-Pol-Roux, sur la falaise de Pen Hat, à Camaret-sur-Mer[24].
- 2014 : Ose[25]
- 2015 : Aléas[18]
- 2017 : La Spire[26]
- 2018 : Midi/ Minuit[27],[28]
- 2019 : 384 647 km[29] Création in situ pour la soirée Mooon au Grand Palais célébrant les 50 ans du premier pas sur la Lune.
- 2019 : L’Oiseau-lignes[30],[31],[32],[33],[34]
- 2021 : Bleu tenace avec Fanny Austry[35],[36],[37], membre de Rhizome depuis 2014[38]
- 2021 : Biface ; La Ligne[39]
- 2022 : Rhizikon[40],[41],[42]
- 2022 : Anima, avec Maëlle Poésy et Noémie Goudal au festival d'Avignon[43]
- 2022 : O[44],[45],[46]
- 2024 : Rouge Merveille, avec Mélusine Lavinet-Drouet[47],[48]

### Prix
- 2007 : prix SACD des arts du cirque avec Mélissa Von Vépy pour leur création de la compagnie Moglice-Von Verx[3]

### Documentaire
- [vidéo] France Culture, « Chloé Moglia réinvente le trapèze », sur YouTube (consulté le 1er janvier 2022)

### Radio
- Marie Richeux, « Dans la bibliothèque de Chloé Moglia », sur France Culture, Le Book Club, 5 avril 2024
- « Chloé Moglia : biographie, actualités et émissions », sur France Culture